# Bianba (sockenhuvudort i Kina, Tibet Autonomous Region, lat 28,19, long 91,27)
Bianba (kinesiska: 边巴, Xuema, 雪玛, 边巴乡) är en sockenhuvudort i Kina. Den ligger i den autonoma regionen Tibet, i den sydvästra delen av landet, omkring 160 kilometer söder om regionhuvudstaden Lhasa. Antalet invånare är 1 306. Befolkningen består av 662 kvinnor och 644 män. Barn under 15 år utgör 24,0 %, vuxna 15-64 år 71 %, och äldre över 65 år 4,0 %.
Runt Bianba är det mycket glesbefolkat, med 4 invånare per kvadratkilometer. Det finns inga andra samhällen i närheten. Trakten runt Bianba består i huvudsak av gräsmarker.
Genomsnittlig årsnederbörd är 943 millimeter. Den regnigaste månaden är juli, med i genomsnitt 172 mm nederbörd, och den torraste är december, med 5 mm nederbörd.